# Ōdachi

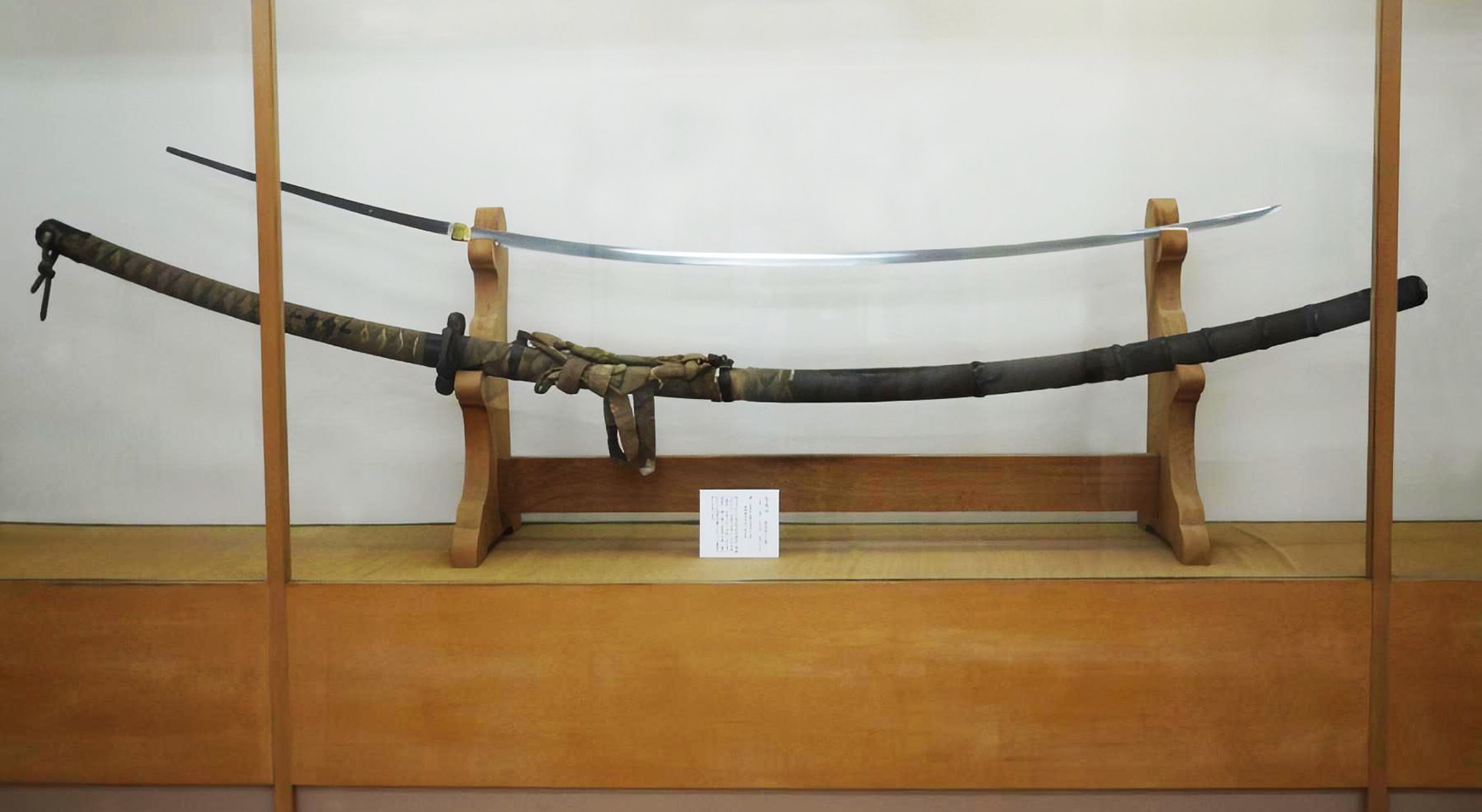
L'Odachi Masayoshi forgiato dal fabbro Sanke Masayoshi, datato 1844. La lunghezza della lama è 225,43 cm e il codolo è 92,41 cm.

Una (ōdachi 大太刀), che significa "grande grossa spada", era un tipo di spada lunga giapponese. Il termine nodachi, o "spada da campo", che è riferita ad un differente tipo di spada, è a volte confusa, ed usata al posto ōdachi.
Il simbolo per ō (大) significa "grande" o "grosso".  L'ideogramma per da (太) e chi (刀) sono gli stessi di tachi (太刀, letteralmente. "grande spada"). Il chi è inoltre lo stesso ideogramma di katana (刀) e il tō in nihontō (日本刀 "spada giapponese"), originariamente dalla lingua scritta cinese per  coltello, dāo.
Per essere definita come ōdachi, la spada deve avere una lama lunga oltre 3 shaku (90,9 cm). Tuttavia, come molti termini nell'arte delle spade giapponesi, non esiste una definizione esatta delle dimensioni di una ōdachi.